# Pontifícia Universidade Católica do Paraná
A Pontifícia Universidade Católica do Paraná (PUC-PR) é uma instituição de ensino superior privada e católica brasileira. Em 2009, a PUC-PR foi avaliada com nota máxima no Conceito Institucional (CI) do Ministério da Educação (MEC).
Em julho de 2016, o ranking Times Higher Education (THE) Latin America classificou a PUC-PR na posição 31-35 entre 50 Universidades latino-americanas, empatada com outras 4 instituições, dentre as quais a UFPR e a UFRN.
No ranking THE Mundial 2016, apenas a PUC-PR e outras 3 universidades brasileiras privadas (PUC-Rio e PUC-RS) estão ranqueadas entre 890 universidades no mundo. Neste mesmo ranking, o índice de citações em artigos científicos (influência internacional em pesquisa) posiciona a PUC-PR como a 1ª entre as universidades paranaenses, 2ª entre as universidades privadas brasileiras e 7ª entre todas as 25 universidades brasileiras públicas e privadas ranqueadas no THE Mundial.
Em 2017, o Times Higher Education (THE) Latin America classificou a PUC-PR em 1º lugar entre instituições públicas e privadas do Paraná, e a primeira universidade paranaense entre as 45 melhores da América Latina. Ainda, neste mesmo ano e ranking, ficou na 3ª posição entre as universidades públicas e privadas da Região Sul do Brasil, e 3ª melhor universidade privada do Brasil.
Em 2023, o Times Higher Education (THE) Latin America classificou a PUC-PR como a melhor universidade privada do Paraná e a 2ª melhor entre públicas e privadas. 
No Brasil, a PUC-PR é a 3ª melhor universidade privada do país. Das 67 instituições de ensino superior classificadas no Brasil, a PUC-PR é 26ª melhor entre públicas e privadas.
Além disso, está entre as 50 melhores da América Latina, ocupando a 47ª posição. 
A universidade também aparece como 1ª no Paraná em citações de estudos científicos pelo seu impacto e relevância internacional em pesquisa.
A PUC-PR foi eleita entre as dez melhores universidades privadas do país pelo Guia do Estudante. No Ranking Universitário Folha de 2015 e 2017, é a primeira colocada entre as universidades particulares no Paraná. No ano de 2017, ocupa a posição 32 entre todas as 192 universidades públicas e privadas avaliadas.
No Ranking Universitário Folha (RUF) 2023, a PUC-PR é considerada a melhor universidade privada do Paraná e está entre as três melhores universidades privadas do Brasil. Com destaque no critério Inovação, como a melhor neste requisito, entre todas as universidades privadas do país.
A universidade possui quatro Câmpus, nas cidades de Curitiba, Toledo, Londrina, Maringá e polos EAD. O Irmão Rogério Renato Mateucci é o Reitor da universidade desde 2021.

## História e formação
A PUC-PR foi fundada em 14 de março de 1959 como Universidade Católica do Paraná, por Dom Manuel da Silveira D'Elboux, Arcebispo de Curitiba. A fundação da PUC-PR resultou da união das instituições Círculo de Estudos Bandeirantes, fundada em 1929, Escola de Serviço Social do Paraná, fundada em 1944, Escola de Filosofia, Ciências e Letras de Curitiba, fundada em 1950, Escola de Enfermagem Madre Léonie, fundada em 1953, Faculdade Católica de Direito do Paraná, fundada em 1956, Faculdade de Ciências Médicas, também fundada em 1956 e a Faculdade de Ciências Econômicas, fundada em 1957.

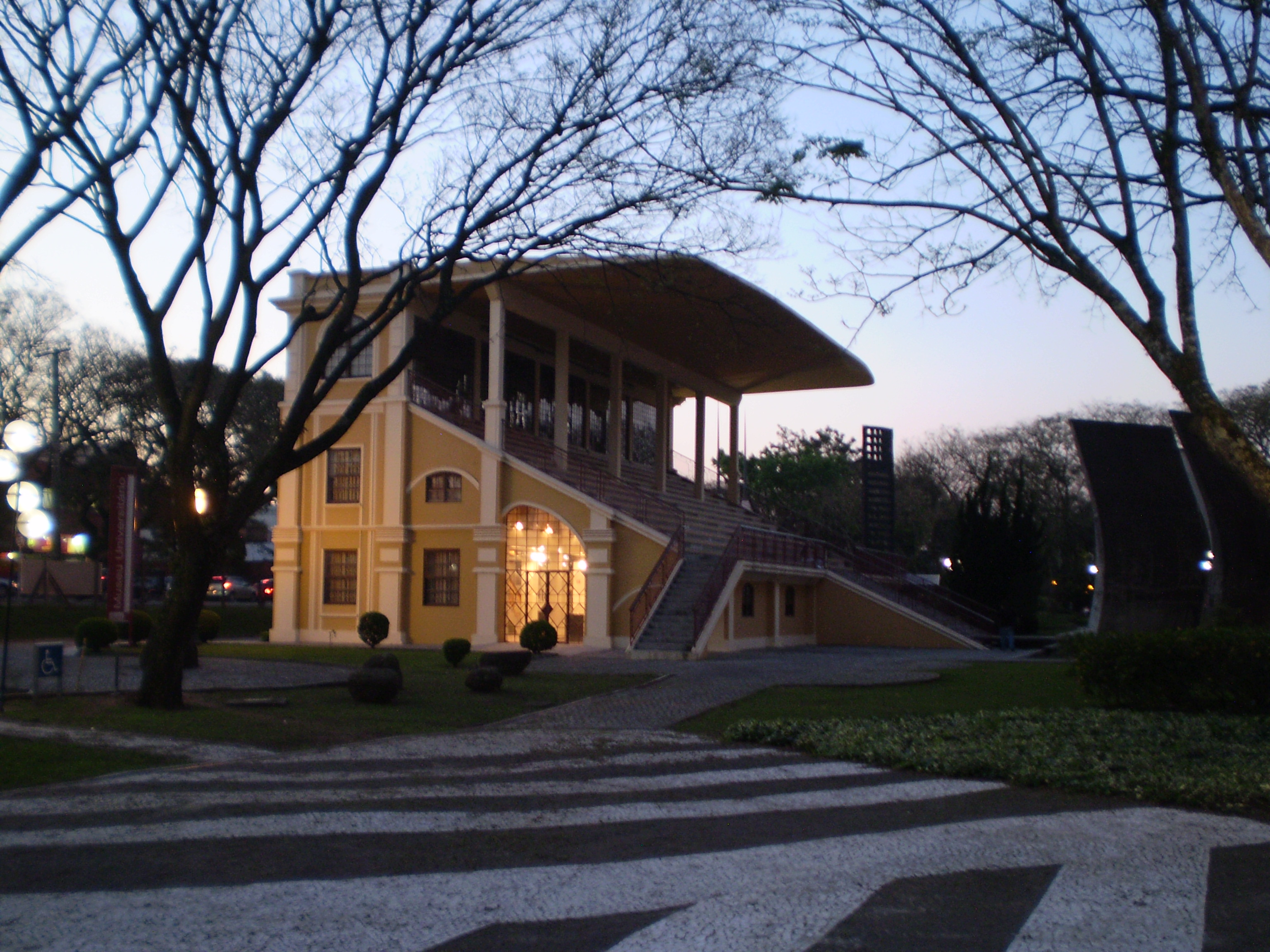
Prédio histórico da arquibancada do antigo hipódromo, dentro da PUCPR.

Em 1972, foi inaugurado o Coral Champagnat PUC-PR, formado por estudantes e funcionários da universidade e cantores da cidade de Curitiba. Em dezembro do ano seguinte, Dom Pedro Fedalto, Arcebispo de Curitiba entregou a administração da PUC-PR aos Maristas e a universidade passou a ser mantida pelos mesmos.
O Hospital Universitário Cajuru foi adquirido pela Associação Paranaense de Cultura, mantenedora da PUC-PR em 1977. Ele é um hospital-escola onde os estudantes da universidade atendem a comunidade local.
Em abril de 1980, foi criado o grupo de teatro Tanahora da PUC-PR para promover atividades artísticas no meio acadêmico e na comunidade local.
O Vaticano concedeu à PUC-PR a condição de Pontifícia em agosto de 1985 (a Ciênciaefé). Em 1991, foi fundado o Câmpus em São José dos Pinhais (fechado em 2013). O Câmpus Toledo foi fundado em 2000, o Câmpus Londrina em 2002 e o Câmpus Maringá em 2004.
Em 2012, a PUC-PR inaugurou a nova sede em Maringá e lançou o curso de medicina no Câmpus Londrina. O curso foi aprovado pelo MEC e tem seis anos de duração em turno integral.
Em setembro do ano seguinte, a universidade fez convênio com a Santa Casa de Londrina para as atividades clínicas do curso de medicina. Os alunos têm aulas teóricas e práticas, acompanhadas pelos professores do curso no Hospital Infantil, mantido pela Irmandade Santa Casa de Londrina (ISCAL).

## Pesquisa, desenvolvimento e inovação

### Iniciação científica
A PUC-PR oferece 8 modalidades de Iniciação Científica aos seus estudantes de graduação, a saber:
1. PIBIC (Programa Institucional de Bolsas de Iniciação Científica);
2. PIBIC Júnior (para estudantes do ensino médio);
3. PIBITI (Desenvolvimento tecnológico e inovação);
4. PIBIC Master (alunos de graduação realizam o trabalho de pesquisa e disciplinas do mestrado);
5. PIBEP (Empreendedorismo e Pesquisa);[22]
6. PIBIC/PIBITI Mobilidade Nacional  (estudante realiza pesquisa em parceria com outra universidade nacional);
7. PIBIC/PIBITI Mobilidade Internacional (estudante realiza pesquisa em parceria com outra universidade estrangeira);
8. PIBIC Internacional (para estudantes estrangeiros intercambistas).

Em todas essas modalidades, os estudantes podem receber bolsas do CNPq, da Fundação Araucária e da própria instituição.

### Observatório de pesquisa, desenvolvimento e inovação (PD&I)
A comunidade acadêmica da PUCPR tem o apoio do Observatório de Pesquisa para facilitar os processos de interação e integração entre a Universidade, agências de fomento, pesquisadores e demais instituições. Dentre as atividades destaca-se a prospecção e divulgação de editais de pesquisa, além de apoiar a comunidade acadêmica nos processos de submissão a estes editais.

### Agência PUC
Em 2008, foi criada a Agência PUC de Ciência, Tecnologia e Inovação, que tem como objetivo estabelecer alianças e parcerias estratégicas entre a Universidade e as Empresas com o intuito de promover a transferência de conhecimento científico e tecnológico entre as mesmas. Faz parte da Agência o Escritório de Transferência de Tecnologia, a Central de Prospecção de Projetos, a Central de Captação de Recursos, o Escritório de Gestão de Projetos, o Tecnoparque, a RedePUC de Núcleos de Competências e a aceleradora de startups Hotmilk.

#### Tecnoparque
Em 2008, foi fundada a Agência PUC de Ciência, Tecnologia e Inovação, entidade responsável pelo Tecnoparque, um grupo de edifícios dedicados ao desenvolvimento e compartilhamento de novas tecnologias em parceria com diversas empresas. O Tecnoparque possui 2 mil projetos de pesquisa em desenvolvimento e aproximadamente 100 patentes e registros de proteção intelectual para o setor empresarial brasileiro.

### Centro Tecnológico da Nokia
A PUCPR e a empresa Nokia firmaram parceria e fundaram o Centro Tecnológico da Nokia em 2009. O centro tecnológico localiza-se no Tecnoparque, é coordenado pelo curso de Engenharia Elétrica da universidade, e possui parceria com diversas empresas para o desenvolvimento de serviços profissionais em tecnologia da informação e comunicação para atender os mercados da América Latina.
Em junho de 2014, a universidade e a Nokia Networks inauguraram o Laboratório de Estudos Avançados em Redes Móveis de Telecomunicações. O laboratório desenvolve projetos para redes 4G e 5G no Brasil e para a área de engenharia elétrica para testes de funcionalidades avançadas de rádio. A estação rádio-base Flexi Multiradio 10 da Nokia e as redes heterogêneas de telecomunicações formam a base das pesquisas.

## Escolas e cursos
A PUC-PR possui cerca de 100 cursos de graduação, 16 programas de pós- graduação Stricto Sensu (mestrado e doutorado) e mais de 150 cursos de pós-graduação Lato Sensu.  A universidade tem 309 parceiras internacionais, de 44 países diferentes. Além de 41 acordos de dupla diplomação de graduação e pós-graduação com instituições de renome em diversos países. 
A PUC-PR cumpre a Lei de Diretrizes e Bases da Educação (LDB), seguindo o Censo da Educação Superior de 2006, que determina ter pelo menos um terço dos professores das instituições em regime de dedicação integral. Cerca de 80% do corpo docente da PUC-PR é formado por doutores e mestres.
A PUC-PR desenvolve dissertações, teses e projetos de iniciação científica. Os projetos resultaram em 1.380 publicações, sendo 108 internacionais. É a única instituição privada de ensino superior do estado entre as 74 mais influentes no ramo da pesquisa no Brasil, segundo o censo do Diretório dos Grupos de Pesquisa no Brasil realizado pelo Conselho Nacional de Desenvolvimento Científico e Tecnológico (CNPq).